# Harpes
Harpes ist eine ausgestorbene Gattung der Trilobiten, die in der Paläozoischen Ära (Ordovizium – Devon) lebte. Diese Gruppe von Meeresarthropoden ist besonders für ihre charakteristischen, schildförmigen Körper bekannt, die eine einzigartige Anpassung an ihren Lebensraum darstellten.

## Name
Der Gattungsname Harpes leitet sich von dem lateinischen Wort für „Sichel“ ab, welches sich auf die gebogene Form des Cephalons (Kopfabschnitt, oberes Segment) dieser Trilobiten bezieht.

## Beschreibung
Ein stark gewölbter und breiter Cephalon mit seitlich langen Wangenstacheln ist das Kennzeichen der Harpes-Gattung. Die Gesichtsnähte sind zurückgebildet. Im Allgemeinen besaßen Harpes-Trilobiten relativ kleine, gut entwickelte Augen. Diese Augen waren seitlich am Cephalon platziert und ermöglichten ein breites Sichtfeld, das für die Lebensweise dieser Trilobiten von Vorteil war. Das mittlere Segment des Thorax hat mindestens zwölf Segmente ist aber relativ kurz im Vergleich zu anderen Trilobiten-Gattungen. Das Pygidium (der hinterste Abschnitt des Körpers)  ist relativ klein und breit, die Pleuren sind hier flach. Es ist möglich, dass diese Eigenschaften dazu beigetragen haben, den Körper vor Feinden zu schützen und das Eingraben in den Meeresboden zu vereinfachen.

## Klassifikation/Systematik
Die Gattung Harpes gehört zur Klasse der Trilobita zur Ordnung der Harpetida und zu der Familie der Harpetidae. Innerhalb dieser Gruppe nimmt Harpes eine besondere Stellung aufgrund der einzigartigen Gestalt des Cephalons ein.

## Alter und Fundstellen
Harpes-Trilobiten sind vor allem aus dem Ordovizium und Silur bekannt. Der erste aufgezeichnete Auftritt der Harpes war vor etwa 468 Millionen Jahren. Fossilfunde dieser Gattung wurden weltweit gemacht. Besonders in Marokko (Drâa-Tafilalet, Region), Russland (Nordwestrussland, Föderationskreis) und Tschechien (Mittelböhmen (Středočeský kraj)).

## Forschungsgeschichte
Die ersten Fossilien von Harpes wurden im 19. Jahrhundert von August Goldfuß entdeckt und beschrieben. Seitdem hat die Forschung zahlreiche weitere Exemplare zutage gefördert, was zu einer besseren Verständnis der Morphologie und Ökologie dieser Trilobiten geführt hat.

## Ökologie
In der Regel lebten Harpes-Trilobiten auf dem Meeresboden. Die überwiegende Mehrheit der Fossilien stammt aus küstennahen Lebensräumen, gelegentlich auch aus mittleren Meerestiefen. Einige lebten in sauerstoffarmen, schlammigen Sedimenten. Es gibt Anzeichen dafür, dass die Gattung Harpes eine Lebensweise als Filtrierer oder Detritus-/Sedimentfresser aufweist.